# Orophea kerrii
Orophea kerrii är en kirimojaväxtart som beskrevs av Keßler. Orophea kerrii ingår i släktet Orophea och familjen kirimojaväxter. Inga underarter finns listade i Catalogue of Life.